# Polje pri Bistrici
Polje pri Bistrici – wieś w Słowenii, w gminie Bistrica ob Sotli. W 2018 roku liczyła 78 mieszkańców.